# Телугу — свадбена церемонија
Телугу хиндуистичка церемонија венчања  је традиционална церемонија венчања народа Телугу у Индији. У 19. веку, церемонија је могла да траје и до шеснаест дана (Падахару Ројула Пандуга). У модерним временима може трајати два или више дана, у зависности од материјалног и социјалног статуса породице. Пели или венчање се сматра најјачом друштвеном везом и каже се да духовно спаја две душе отварајући врата грухасташраму (животу домаћинства). Постоји Телугу изрека да „Брак треба да буде породична заједница, а не индивидуална формалност“. Међутим, са променом размишљања млађе генерације и услед глобализације, брак је ових дана углавном фокусиран искључиво на заједницу младог пара.
Телугу брак је посвећен са седам обећања које су дали млада и младожења и почиње када млада и младожења заврше седам окретаја око свете ватре. Симболични гестови и ритуали окружују церемонију и обезбеђују да су млада и младожења уједињени у присуству Панчабхуталуа — пет основних елемената за живот, а то су: Бхуми (земља), Акашам (небо), Агни (ватра), Неру (вода) и Ваиуву (ваздух). Церемонија се одржава под Калијана Мандапам или свадбеним павиљоном украшеним свежим цвећем. Надасварам (који се у северној Индији назива и Шехнаи) је индијски музички инструмент који традиционално прати већину телугу венчања.
Сваки елемент у церемонији је повезан и придаје му се посебан значај. Историјски гледано, младожења би јахао на слону до куће невесте где би требало да се одржи венчање. Ова пракса се зове Гајарохана . Данас ова традиција опада. Неке церемоније венчања одржавају се у храму у присуству Бога, али већина се одржава напољу због броја присутних. Након сваке церемоније, они служе храну свим гостима, што је уједно и главни део културе нуђења хране сваком ко дође на повољан дан. Такође је традиција да се после вечере једе сладолед или слаткиши јер се то сматра повољним. Сви ритуали који се одржавају током церемоније венчања у телугу имају верски значај.
Украси се углавном састоје од богатих шарених цветова и листова манга. Породице реновирају своје куће и позивају све госте који иду у сваку њихову кућу користећи кумкуму (шарени украсни прах).

## Предсвадбени обичаји
Богато и разноврсно културно наслеђе људи који говоре телугу огледа се у церемонијама које се тамо одржавају. Скоро сви празници се прослављају уз верске обреде, који су од највеће важности у њиховом животу.

### Пели Чупулу (పళళ చూపులు)
Ово је почетак брачног процеса. Традиционално, родитељи и баке и деде индијске хиндуистичке невесте траже одговарајући савез из своје заједнице. Када пронађу будућег младожења, младини родитељи позивају младожења и његове родитеље на почетну интеракцију лицем у лице. Ово склапање утакмица је познато као Пели Чулулу. Када све изгледа прикладно, као што су подударање хороскопа младе и младожења и обострано допадање младе и младожења, и друге сагласности, обе стране се међусобно одлучују и одређују датум за Нишитартхам или Нишаиа Тамбулалу.

### Нишитартхам (నశచతరథం)
Нишитартхам значи „веридба“. Две породице се састају да изводе ритуале како би веридба била озваничена. Мухуртам (повољан датум и време) за венчање се одлучује на основу њиховог хороскопа. Људи Телугу углавном избегавају месеце или временске периоде у којима се дешавају Ашадхам, Бадрападам и Шуниа Масам, јер се сматрају неповољним за церемоније. Старешине обе породице затим благослове пар, а нова породица им даје поклоне укључујући накит и одећу. Током ове церемоније, будућа свекрва младе поклања одећу, злато и сребро.

### Пели Кодуку/ Кутуру и Куралу (పళల కడుకు/ కూతురు)
У овој церемонији, сви рођаци и добронамерници се окупљају у кућама младе и младожења и мажу налугу - мешавину куркуме, брашна и уља, према мухуртхаму (повољно време) на младожењу/младу. Ово се ради да би се очистила њихова кожа, тако да зрачи природним сјајем након купања. Након тога млада/младожења и њихов Тоди Пеликутуру / Тоди Пеликодуку узимају Мангала Снанам (свети туш) након чега следи Харати. Од сада је младој речено да не излази из града до саме церемоније венчања.

## Свадбени обичаји
Ритуали које спроводе људи који говоре телугу током церемоније венчања разликују се од оних који се спроводе у суседним јужним државама Индије. У Андра Прадешу, људи Телугу прате своје традиције док воде венчање. Невестин ујак по мајци и њен брат играју истакнуту улогу у време њеног брака. За разлику од других јужноиндијских венчања, венчања мухуртам на телугу не одржавају се ујутру, већ близу поноћи. Свадбени обичаји телугу брамана разликују се од свадбених обичаја других телугу заједница. Поред доле наведених ритуала, њихова венчања почињу ритуалима уобичајеним у венчањима брамана у Јужној Индији као што су Пуниахавачанам, Нишитартхам, Матрукапујанам, итд.

### Мангала Снанам (మఙగళసననం)
Дан венчања почиње обичајем Мангала Снанам, где се млада и младожења захтевају да се добро окупају. Циљ је да се прочисте и припреме за обављање светих обреда. Ова купка се зове Абхиангана Снанам. Добијају нови комплет одеће за ношење и благословени су што све добро прође у припремама које предстоје.

### Мангала Арти или Харати (హరత)
Након Мангала Снанама, чланови породице изводе Арти. Моле се за невесту и младожења да добију мудрост да живе срећно.

### Снатакам (సనతకం)
Снатакам значи "дипломирање" или "послије дипломирања". Обично се обавља пре него што се обавезе домаћина предају младожењи. Снатакам ритуал се одвија у резиденцији младожење неколико сати пре венчања мухурта. Као део овог обичаја, младожења се тражи да на телу носи сребрни конац.

### Гаури Пуја (గర పూజ)
Пре церемоније венчања, млада изводи Парвати, који се изводи у њеној кући са свим члановима породице и рођацима. У то време обавља се Правара ритуал мењања невестиног готра (рода) из њеног очинског готрама у младожењин. Старији парови из обе породице су обавезни да присуствују и присуствују Правари док млада изводи Гаури Пуја.

### Улазак младожење - Едуруколу и Каси Јатра (కశ యతర)
По доласку младожења и његове породице на место венчања, младини родитељи и породица их примају и дочекују са спектакуларном весељем усред традиционалне музике Надасварама. Овај ритуал се зове Едуруколу .
Традиционално, након Снатакам, младожења има право на више студије и има право да иде у Варанаси и даље студира или да постане Санијаси . Међутим, као церемонија пре венчања, младожења се претвара да иде у Каши и каже да је одбацио световна задовољства (као што су брак, односи и имање) и да више није заинтересован за вођење породичног живота. Затим га зауставља брат (или рођак) невесте, који га убеђује да преузме одговорност за домаћинство или Грихасту и врати се у мандапам ради венчања.

### Ганеша Пуја (గణశ పూజ)
Церемонија венчања почиње тако што младожења изводи Ганеша пују у мандапам. Ови ритуали су да од сада одагнају свако зло и препреке и да добију благослове за синдикат младе и младожења.

### Улазак невесте и Терасала
Ујак и тетка по мајци прате младу до мандап или у палаку или шетају са замршено украшеним балдахином, док свештеник у позадини рецитује свете мантре. Седе једно преко пута другог са преградом Терасала направљеном тако што се између младе и младожења поставља завеса (да се у то време не би гледали).

### Каниаданам (కనయదనం)
Каниаданам је церемонија у којој девојчина породица предаје одговорност своје ћерке младожењи. Током церемоније, родитељи младе перу ноге младожењи, јер се младожења сматра персонификацијом „Господа Вишнуа“ који је дошао да ожени њихову ћерку, која се сматра „Деви Лакшми“. Ово је најплеменитији чин који отац може да изведе.

### Паниграханам (పణగరహణం)
То значи "држање за руке". Младожења држи младу за руку. Младожења је натерано да пева Дхармеца, Артхеца, Камеча, Мокшеца Нати Карами три пута и три пута уверава невестиног оца да ће заувек остати њен сапутник у радости и тузи. То се преводи као "Праведно, финансијски, по жељи, духовно, нећу отићи од ње".

### Јилакара Белам (జలకరరబలలం)
Свештеник рецитује шлоку из Веде. Затим се од пара тражи да једно другом ставе пасту направљену од семена кима и пецива. Овај обичај се назива Јилакара-Беламу. Ова церемонија се посматра како би се саопштило да је веза брачног пара нераскидива и да су нераздвојни. Ово се дешава у стварном мухуртам, а пар се званично уједињује као муж и жена, пошто се завеса између њих скида. Ритуал (Правара) мењања невестиног готрама се поново изводи на свадби, у присуству младожење и свих присутних на церемонији. Старији благосиљају пар Акшинталуом, док им млађи честитају.

### Мадхупаракам и Сумангали (మధుపరకం, సుమంగళ)
Као део Мадхупаракам ритуала, млада се облачи у бели сари са црвеним рубом. Младожења носи бели доти са црвеним рубом. Бела симболизује чистоћу, а црвена представља снагу.
Десет удатих жена (Сумангали) прати младу. Шест њих држи тањире са светим пиринчем (мешавина пиринча и куркуме у праху), док остала четири држе мале упаљене лампе на својим тањирима. Пиринач представља обиље, док упаљене лампе симболизују светлост.
Млада и младожења се враћају у мандапам и сада седе једно поред другог, а младожења седи са десне стране невесте, да изведу следећи сет ритуала.

### Мангаласутра Дарана (మంగళసూతరం)
Мангаласутра Дарана значи везивање Мангаласутрам (свети конац). Младожења везује канап Мангаласутрам, са два златна диска Сутрама (један из њене породице, а другог супружника), око врата невести, у три чвора. Три чвора означавају прихватање младожења од невесте у мислима (Манаса), Говору (Вача) и Делима (Кармана). Ритуал означава потпуно сједињење пара – физичко, ментално и духовно.

### Акшинталу или Таламбралу (అకషంతలు)
У церемонији Таламбралу (пиринач помешан са куркумом), млада и младожења преливају ову мешавину пиринча једно другом по глави као туш и направљен је да буде забаван догађај, нека врста ледоломца за младу и младожењу. Ожењени сведоци ове прилике долазе да благослове пар, посипајући латице цвећа и пиринач обложен куркумом у праху.
Тада млада и младожења размењују гирланде или Дандалу прихватају једно друго као животне партнере.

### Брахма Муди и Нала Пусалу
Брахма муди се изводи тако што се бетел ораси, сушене урме, гранчице куркуме, лист бетела и новчићи лабаво везују до младенкине паллу (сари крај) и младожењиног Кандува (крај шала). Затим ова два краја повезује младожењина сестра, што указује да треба да одржавају добре односе са обе породице.
Да би одагнали зло око, младожењин ујак и тетка по мајци доносе низ црних перли или Нала Пусалу и дају младожењи да њиме окити младу.

### Нагавали и Саптапади (సపతపద)
Као део Саптапади ритуала, младожења и невеста ходају заједно седам корака око свете ватре или Хомама, док се заклињу да ће се хранити, да ће расти заједно у снази, да чувају своје богатство, да деле радости и туге, да да бринемо једни о другима, да бринемо о деци и родитељима, да останемо доживотни пријатељи. Са Саптападијем, брак је потпун према ведским списима.

### Стхалипакам (సథలపకం)
Стхалипакам је ритуал где младожења кити ноге младе сребрним мателу прстеновима. Такође се верује да се мушкарац савија према жени како би је сматрао својом. Нала пусалу, заједно са мателу, симболизују да је она удата жена.

### Прадханам (పరధనం)
Након тога, кунда (украшена сребрна или теракота посуда) пуна воде се ставља испред пара и у њу се ставља прстен. Младожења ставља десну руку, а млада леву и пецају за прстен. То раде три пута и онај ко чешће побеђује требало би да буде доминантан у браку. Ово је време забаве, уз скандирање и повике подршке са обе стране. Такође, млада је натерана да кува (оброк по имену) на светом пламену Агнихотрам, што симболизује да је сада одговорна за бригу о здрављу свог мужа и породице.

### Арундати Накшатрам (అరుంధత నకషతరం)
Арундати Накшатрам је ритуал где се младожењи и невести приказују звезде које представљају Арундати и Васистху. Ове звезде представљају савршен пар који се допуњује. Мизар и Алкор су две звезде које формирају двоструку звезду која се може видети голим оком у ручки астеризма Великих кола (или Плуга) у сазвежђу Великог медведа. Мизар је друга звезда са краја ручке Великог медведа, а Алкор његов слабашни пратилац. Алкор је препознат као Арундади .

### Апагинталу (అపపగంతలు)
Апагинталу се одвија на крају венчања. Тада се млада традиционално предаје младожењи и његовој породици.

## Обичаји после венчања

### Грухаправесам (గృహపరవశం)
Након кулминације свадбене церемоније, млада се формално одводи у младожењину кућу. Ово се зове Грхаправесам невесте. Док улази у свој нови дом, дочекају је чланови младожењине породице, укључујући његову мајку и најближу родбину. На врата се ставља посуда са пиринчем. Након што је пару дала харати, свекрва тражи од невесте да десном ногом лагано гурне посуду. Расути пиринач симболизује благостање које млада доноси са собом.
У касти каранам, конзумација се одвија у зависности од тидхија, обично након паузе од једног дана. Хаван пуја се обавља пре времена одређеног за физичку конзумацију брака.

### Сатјанарајана Вратам (సతయనరయణ వరతం)
Сатјам значи „истина“, а Нарајана значи „највише биће“, тако да Сатјанарајана значи „Највише биће које је отелотворење Истине“. Сатјанарајана Вратам је веома популаран у Андра Прадеш Индији. Сатјанарајана Вратам изводе млада и младожења после Грхаправешама у младожењиној резиденцији, следећег јутра. Овај пуја (ритуал) се први пут помиње у Сканда Пурани, Рева Канда од стране Сута Махамунија ршијима у Наимишаранији (древној шуми). Детаљи су део Катха („приче“) која се обично чита после пује. Сатјанарајана пуја / вратам се може изводити сваког дана осим младог месеца.

### Уједињење Мангаласутрам
Грухаправесам је праћен церемонијом на којој је Мангаласутрам уједињен. Као обичај, људи који говоре телугу спајају два Мангаласутрамс (које је младожења везао око врата младе), на заједничкој нити. Овај ритуал се обавља шеснаест дана након венчања. Овај ритуал може изводити или младожења или старији члан породице. Неколико црних или златних перли стављено је између две „плоче“ Мангаласутрам, тако да се не сукобљавају једна са другом. Унисон Мангаласутрам означава хармонију између две породице. По завршетку церемоније, млада се купа и носи нови сари.